# Nicolò Mutoni
Nicolò Mutoni, conosciuto anche come Niccolò Mutoni (Milano, ... – ...; fl. XVI secolo) è stato un medico, scrittore e traduttore italiano.

## Biografia
Poco o nulla si sa sulla sua vita. Milanese d'origine, sappiamo che ebbe contatti con molti letterati senesi dell'epoca, come Marcello Landucci, Alessandro Piccolomini e Claudio Tolomei. Il suo primo libro, pubblicato nel 1544 a Roma presso la tipografia di Antonio Blado, fu il poemetto in versi sciolti Guerra del giuoco degli scacchi.
Nel 1550 venne redatta una traduzione in toscano della Poetica di Marco Girolamo Vida per Giovanni Griffio, mentre l'anno seguente comparve una sua traduzione dal greco antico delle massime di Polieno, pubblicata a Venezia con il nome di Stratagemmi dell’arte della guerra da Vincenzo Valgrisi. Per lo stampatore Andrea Arrivabene, nel 1552 curò una parafrasi in lingua latina del Liber Serapionis Aggregatus in Medicinis Simplicibus di Serapione il Giovane, intitolata De simplicium medicamentorum historia libri septem.
Si dedicò anche alla stesura di saggi medici, come il Mithridaticae antidoti collectanea, pubblicato a Venezia autonomamente nel 1551. Una raccolta di testi medici da lui curata e pubblicata in latino è andata perduta. Essa è reperibile oggi grazie alla volgarizzazione del testo da parte di Pietro Lauro, pubblicata nel 1559 con il titolo di Il luminare maggiore, utile et necessario a tutti li medici, et speciali, raccolto da Nicolo Mutoni medico da molti eccellentissimi medici con un breve commento di Jacopo Manlio; et il lume et il tesoro de speciali.

## Opere
- Guerra del giuoco degli scacchi, voltata d'heroici, in versi sciolti da M. Nicolo Mutoni, Roma, Blado, 1544.
- Mithridaticae antidoti collectanea, Venezia, 1551.

### Traduzioni e parafrasi
- Poetica del diviniss. poeta Marco Hieronymo Vida, d’heroici latini, in versi toschi sciolti trapportata, da m. Nicolo Mutoni, Venezia, Griffio, 1550. Traduzione del Poetica di Marco Girolamo Vida
- Stratagemmi dell’arte della guerra, Venezia, Valgrisi, 1551. Traduzione de Στρατηγήματα ("Stratagemmi") di Polieno
- De simplicium medicamentorum historia libri septem, Venezia, Arrivabene, 1552. Parafrasi del Liber Serapionis Aggregatus in Medicinis Simplicibus di Serapione il Giovane